# Valencia Open
Valencia Open, раніше відомий як Open de Tenis Comunidad Valenciana, був професійним чоловічим тенісним турніром, який проходив у Валенсії, Іспанія. Входив до Туру ATP. Турнір вперше відбувся 1995 року у Валенсії, а потім на два роки переїхав до Club de Tenis Puente Romano в Марбельї. З 1998 до 2002 року проходив в Майорці, а врешті, 2003 року, повернувся до Валенсії.
Це був турнір категорії ATP International Series, який проводився на відкритих грунтових кортах до 2008 року. 2009 року Valencia Open і Мастерс Мадрид помінялися календарними датами та покриттям, Мастерс Мадрид став турніром на відкритих ґрунтових кортах, Валенсія потрапила в категорію ATP 500, турнір проходив у листопаді на нещодавно відкритому L'Agora в Місті мистецтв та наук. 2015 року категорія турніру була знижена до ATP 250 і це була остання едиція турніру.

## Фінали

### Одиночний розряд
| Місто    | Рік  | Чемпіон             | Фіналіст              | Рахунок                  |
| -------- | ---- | ------------------- | --------------------- | ------------------------ |
| Валенсія | 1995 | Шенг Схалкен        | Гільберт Шаллер       | 6–4, 6–2                 |
| Марбелья | 1996 | Марк-Кевін Гелльнер | Алекс Корретха        | 7–6(7–4), 7–6(7–2)       |
| Марбелья | 1997 | Альберт Коста       | Альберто Берасатегі   | 6–3, 6–2                 |
| Майорка  | 1998 | Густаво Куертен     | Карлос Моя            | 6–7(5–7), 6–2, 6–3       |
| Майорка  | 1999 | Хуан Карлос Ферреро | Алекс Корретха        | 2–6, 7–5, 6–3            |
| Майорка  | 2000 | Марат Сафін         | Мікаель Тільстрем     | 6–4, 6–3                 |
| Майорка  | 2001 | Альберто Мартін     | Гільєрмо Кор'я        | 6–3, 3–6, 6–2            |
| Майорка  | 2002 | Гастон Гаудіо       | Яркко Ніємінен        | 6–2, 6–3                 |
| Валенсія | 2003 | Хуан Карлос Ферреро | Крістоф Рохус         | 6–2, 6–4                 |
| Валенсія | 2004 | Фернандо Вердаско   | Альберт Монтаньєс     | 7–6(7–5), 6–3            |
| Валенсія | 2005 | Ігор Андрєєв        | Давид Феррер          | 3–6, 7–5, 6–3            |
| Валенсія | 2006 | Ніколас Альмагро    | Жиль Сімон            | 6–2, 6–3                 |
| Валенсія | 2007 | Ніколас Альмагро    | Потіто Стараче        | 4–6, 6–2, 6–1            |
| Валенсія | 2008 | Давид Феррер        | Ніколас Альмагро      | 4–6, 6–2, 7–6(7–2)       |
| Валенсія | 2009 | Енді Маррей         | Михайло Южний         | 6–3, 6–2                 |
| Валенсія | 2010 | Давид Феррер        | Марсель Гранольєрс    | 7–5, 6–3                 |
| Валенсія | 2011 | Марсель Гранольєрс  | Хуан Монако           | 6–2, 4–6, 7–6(7–3)       |
| Валенсія | 2012 | Давид Феррер        | Олександр Долгополов  | 6–1, 3–6, 6–4            |
| Валенсія | 2013 | Михайло Южний       | Давид Феррер          | 6–3, 7–5                 |
| Валенсія | 2014 | Енді Маррей         | Томмі Робредо         | 3–6, 7–6(9–7), 7–6(10–8) |
| Валенсія | 2015 | Жуан Соуза          | Роберто Баутіста Аґут | 3–6, 6–3, 6–4            |

### Парний розряд
| Місто    | Рік  | Чемпіони                          | Фіналісти                          | Рахунок                     |
| -------- | ---- | --------------------------------- | ---------------------------------- | --------------------------- |
| Валенсія | 1995 | Томас Карбонелл Франсіско Ройг    | Том Кемперс Джек Вейт              | 7–5, 6–3                    |
| Марбелья | 1996 | Ендрю Кратцманн Джек Вейт         | Пабло Альбано Лукас Арнольд Кер    | 6–7, 6–3, 6–4               |
| Марбелья | 1997 | Карім Аламі Хуліан Алонсо         | Альберто Берасатегі Хорді Бурільйо | 4–6, 6–3, 6–0               |
| Майорка  | 1998 | Пабло Альбано Даніель Оршанік     | Їржі Новак Давід Рікл              | 7–6(11–9), 6–3              |
| Майорка  | 1999 | Лукас Арнольд Кер Томас Карбонелл | Альберто Берасатегі Франсіско Ройг | 6–1, 6–4                    |
| Майорка  | 2000 | Мікаель Льодра Дієго Наргісо      | Альберто Мартін Фернандо Вісенте   | 7–6(7–2), 7–6(7–3)          |
| Майорка  | 2001 | Доналд Джонсон Джаред Палмер      | Фелісіано Лопес Франсіско Ройг     | 7–5, 6–3                    |
| Майорка  | 2002 | Магеш Бгупаті Леандер Паес        | Юліан Ноул Міхаель Кольманн        | 6–2, 6–4                    |
| Валенсія | 2003 | Лукас Арнольд Кер Маріано Худ     | Браян Макфі Ненад Зімоньїч         | 6–1, 6–7(7–9), 6–4          |
| Валенсія | 2004 | Гастон Етліс Мартін Родрігес      | Фелісіано Лопес Марк Лопес Таррес  | 7–5, 7–6(7–5)               |
| Валенсія | 2005 | Фернандо Гонсалес Мартін Родрігес | Лукас Арнольд Кер Маріано Худ      | 6–4, 6–4                    |
| Валенсія | 2006 | Давід Шкох Томаш Зіб              | Лукаш Длоуги Павел Візнер          | 6–4, 6–3                    |
| Валенсія | 2007 | Веслі Муді Тодд Перрі             | Їв Аллегро Себастьян Прієто        | 7–5, 7–5                    |
| Валенсія | 2008 | Максімо Гонсалес Хуан Монако      | Тревіс Перротт Філіп Полашек       | 7–5, 7–5                    |
| Валенсія | 2009 | Франтішек Чермак Міхал Мертиняк   | Марсель Гранольєрс Томмі Робредо   | 6–4, 6–3                    |
| Валенсія | 2010 | Енді Маррей Джеймі Маррей         | Магеш Бгупаті Максим Мирний        | 7–6(10–8), 5–7, [10–7]      |
| Валенсія | 2011 | Боб Браян Майк Браян              | Ерік Буторак Жан-Жульєн Роєр       | 6–4, 7–6(11–9)              |
| Валенсія | 2012 | Александер Пея Бруно Соарес       | Давід Марреро Фернандо Вердаско    | 6–3, 6–2                    |
| Валенсія | 2013 | Александер Пея Бруно Соарес       | Боб Браян Майк Браян               | 7–6(7–3), 6–7(1–7), [13–11] |
| Валенсія | 2014 | Жан-Жульєн Роєр Горія Текеу       | Кевін Андерсон Жеремі Шарді        | 6–4, 6–2                    |
| Валенсія | 2015 | Ерік Буторак Скотт Ліпскі         | Фелісіано Лопес Максим Мирний      | 7–6(7–4) , 6–3              |